# Alberto Barp
Alberto Barp (Feltre, 30 ottobre 1999) è uno scacchista italiano, maestro internazionale.

## Biografia
È cresciuto a Trichiana e ha imparato il gioco dal padre Denis all'età di 5 anni. Si è laureato in Economia e Gestione Aziendale presso l'Università degli Studi di Trento.

## Carriera
Ha partecipato a quattro finali del Campionato italiano assoluto, ottenendo, come miglior risultato, un quinto posto a pari merito con Alberto David e Francesco Sonis nel 2022.